# Ворсменская карстовая котловина
Ворсменская карстовая котловина — крупная карстовая котловина на территории Павловского района Нижегородской области.

## Географическое положение
Котловина располагается в восточной части Павловского района в непосредственной близости к г. Ворсма и примыкает к его юго-восточной окраине. С севера ограничена автомобильной трассой Нижний Новгород — Муром — Касимов.

## Рельеф и геологическое строение
Рельеф котловины сформирован, главным образом, карстовыми процессами — подземным растворением легкорастворимых горных пород пермской системы (гипс, мергель, известняк, доломит). Котловина образовалась в результате слияния многочисленных карстовых воронок.
Борта котловины имеют ступенчатое строение, что свидетельствует о разновозрастности карстопроявлений на этой территории.
От Ворсменской котловины в восточном направлении отходят три карстовых лога: Чудиновский, Солонский, Мякулинский.

## Гидрография
Через Ворсменскую карстовую котловину протекает река Кишма, ручьи Сурин и Безымянный. Дно котловины занимает озеро Ворсменское (Тосканка). Его берега изрезаны многочисленными серповидными бухтами. Дно озера изобилует ямами, в которых имеются воклюзы — подводные источники, места разгрузки подземных вод. Эти признаки указывают на карстовое происхождение озера. В настоящее время Ворсменское озеро превращено в водохранилище.

## Ворсменская котловина как памятник природы
В декабре 2008 года губернатором Нижегородской области В. П. Шанцевым был подписан указ о присвоении Ворсменской карстовой котловине статуса памятника природы регионального значения.

## Памятники истории и культуры
На одном из островов Ворсменского озера располагаются руины Ворсменского Свято-Троицкого Островоезерского монастыря. В настоящее время ведётся его восстановление.